# 문랫
문랫(Echinosorex gymnura)은 고슴도치과에 속하는 포유류의 일종이다. 문랫속(Echinosorex)의 유일종이다. 에키노소렉스 김누루스(E. gymnurus)라는 학명으로 표기되기도 하지만 이는 잘못이다.